# Psaume 31 (30)

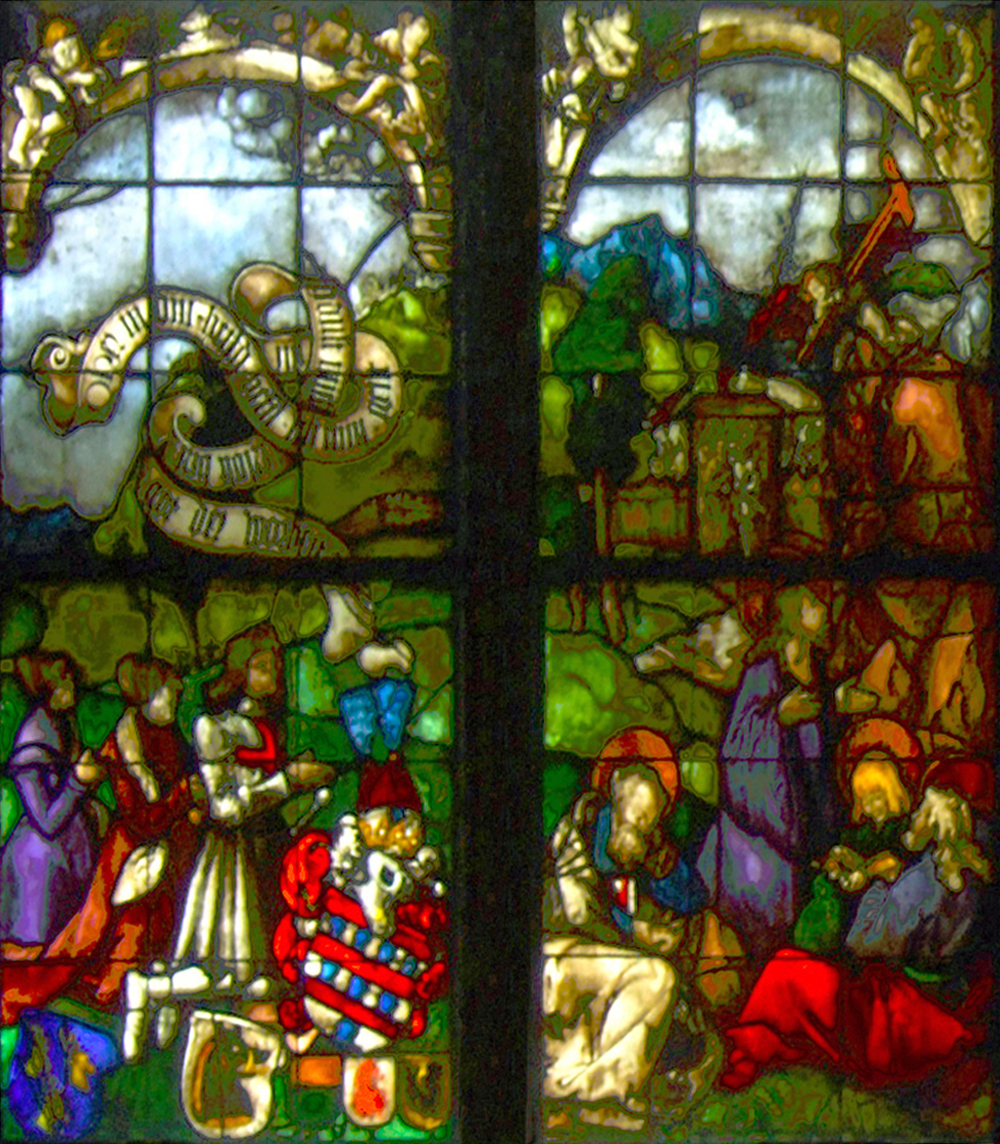
Détail d'un vitrail de la Cathédrale Notre-Dame de Fribourg. Le phylactère à gauche mentionne le verset 5 du Psaume 31.

Le psaume 31 (30 selon la numérotation grecque) est un psaume qui exprime la confiance en Dieu.

## Texte
| 1  | לַמְנַצֵּחַ, מִזְמוֹר לְדָוִד.                                                        | Au chef des chantres. Psaume de David. | in finem psalmus David |
| 2  | בְּךָ-יְהוָה חָסִיתִי, אַל-אֵבוֹשָׁה לְעוֹלָם; בְּצִדְקָתְךָ פַלְּטֵנִי.                              | Éternel ! je cherche en toi mon refuge : Que jamais je ne sois confondu ! Délivre-moi dans ta justice !                                                                        | in te Domine speravi non confundar in aeternum in iustitia tua libera me                                                                     |
| 3  | הַטֵּה אֵלַי, אָזְנְךָ-- מְהֵרָה הַצִּילֵנִי:הֱיֵה לִי, לְצוּר-מָעוֹז--לְבֵית מְצוּדוֹת; לְהוֹשִׁיעֵנִי.     | Incline vers moi ton oreille, hâte-toi de me secourir ! Sois pour moi un rocher protecteur, une forteresse, où je trouve mon salut !                                           | inclina ad me aurem tuam adcelera ut eruas me esto mihi in Deum protectorem et in domum refugii ut salvum me facias                          |
| 4  | כִּי-סַלְעִי וּמְצוּדָתִי אָתָּה; וּלְמַעַן שִׁמְךָ, תַּנְחֵנִי וּתְנַהֲלֵנִי.                            | Car tu es mon rocher, ma forteresse ; et à cause de ton nom tu me conduiras, tu me dirigeras.                                                                                  | quoniam fortitudo mea et refugium meum es tu et propter nomen tuum deduces me et enutries me                                                 |
| 5  | תּוֹצִיאֵנִי--מֵרֶשֶׁת זוּ, טָמְנוּ לִי: כִּי-אַתָּה, מָעוּזִּי.                                 | Tu me feras sortir du filet qu’ils m’ont tendu ; car tu es mon protecteur. | educes me de laqueo hoc quem absconderunt mihi quoniam tu es protector meus                                                                  |
| 6  | בְּיָדְךָ, אַפְקִיד רוּחִי: פָּדִיתָ אוֹתִי יְהוָה--אֵל אֱמֶת.                                 | Je remets mon esprit entre tes mains ; tu me délivreras, Éternel, Dieu de vérité !                                                                                             | in manus tuas commendabo spiritum meum redemisti me Domine Deus veritatis                                                                    |
| 7  | שָׂנֵאתִי, הַשֹּׁמְרִים הַבְלֵי-שָׁוְא; וַאֲנִי, אֶל-יְהוָה בָּטָחְתִּי.                              | Je hais ceux qui s’attachent à de vaines idoles, et je me confie en l’Éternel.                                                                                                 | odisti observantes vanitates supervacue ego autem in Domino speravi                                                                          |
| 8  | אָגִילָה וְאֶשְׂמְחָה, בְּחַסְדֶּךָ:אֲשֶׁר רָאִיתָ, אֶת-עָנְיִי; יָדַעְתָּ, בְּצָרוֹת נַפְשִׁי.                  | Je serai par ta grâce dans l’allégresse et dans la joie ; car tu vois ma misère, tu sais les angoisses de mon âme,                                                             | exultabo et laetabor in misericordia tua quoniam respexisti humilitatem meam salvasti de necessitatibus animam meam                          |
| 9  | וְלֹא הִסְגַּרְתַּנִי, בְּיַד-אוֹיֵב; הֶעֱמַדְתָּ בַמֶּרְחָב רַגְלָי.                                  | et tu ne me livreras pas aux mains de l’ennemi, tu mettras mes pieds au large.                                                                                                 | nec conclusisti me in manibus inimici statuisti in loco spatioso pedes meos                                                                  |
| 10 | חָנֵּנִי יְהוָה, כִּי צַר-לִי:עָשְׁשָׁה בְכַעַס עֵינִי; נַפְשִׁי וּבִטְנִי.                           | Aie pitié de moi, Éternel ! car je suis dans la détresse ; j’ai le visage, l’âme et le corps usés par le chagrin.                                                              | miserere mei Domine quoniam tribulor conturbatus est in ira oculus meus anima mea et venter meus                                             |
| 11 | כִּי כָלוּ בְיָגוֹן, חַיַּי-- וּשְׁנוֹתַי בַּאֲנָחָה:כָּשַׁל בַּעֲו‍ֹנִי כֹחִי; וַעֲצָמַי עָשֵׁשׁוּ.               | Ma vie se consume dans la douleur, et mes années dans les soupirs ; ma force est épuisée à cause de mon iniquité, et mes os dépérissent.                                       | quoniam defecit in dolore vita mea et anni mei in gemitibus infirmata est in paupertate virtus mea et ossa mea conturbata sunt               |
| 12 | מִכָּל-צֹרְרַי הָיִיתִי חֶרְפָּה, וְלִשְׁכֵנַי מְאֹד-- וּפַחַד לִמְיֻדָּעָי:רֹאַי בַּחוּץ-- נָדְדוּ מִמֶּנִּי.       | Tous mes adversaires m’ont rendu un objet d’opprobre, de grand opprobre pour mes voisins, et de terreur pour mes amis ; ceux qui me voient dehors s’enfuient loin de moi.      | super omnes inimicos meos factus sum obprobrium et vicinis meis valde et timor notis meis qui videbant me foras fugerunt a me                |
| 13 | נִשְׁכַּחְתִּי, כְּמֵת מִלֵּב; הָיִיתִי, כִּכְלִי אֹבֵד.                                         | Je suis oublié des cœurs comme un mort, je suis comme un vase brisé. | oblivioni datus sum tamquam mortuus a corde factus sum tamquam vas perditum                                                                  |
| 14 | כִּי שָׁמַעְתִּי, דִּבַּת רַבִּים-- מָגוֹר מִסָּבִיב:בְּהִוָּסְדָם יַחַד עָלַי; לָקַחַת נַפְשִׁי זָמָמוּ.           | J’apprends les mauvais propos de plusieurs, l’épouvante qui règne à l’entour, quand ils se concertent contre moi : Ils complotent de m’ôter la vie.                            | quoniam audivi vituperationem multorum commorantium in circuitu in eo dum convenirent simul adversus me accipere animam meam consiliati sunt |
| 15 | וַאֲנִי, עָלֶיךָ בָטַחְתִּי יְהוָה; אָמַרְתִּי, אֱלֹהַי אָתָּה.                                   | Mais en toi je me confie, ô Éternel ! Je dis : Tu es mon Dieu ! | ego autem in te speravi Domine dixi Deus meus es tu                                                                                          |
| 16 | בְּיָדְךָ עִתֹּתָי; הַצִּילֵנִי מִיַּד-אוֹיְבַי, וּמֵרֹדְפָי.                                      | Mes destinées sont dans ta main ; délivre-moi de mes ennemis et de mes persécuteurs !                                                                                          | in manibus tuis sortes meae eripe me de manu inimicorum meorum et a persequentibus me                                                        |
| 17 | הָאִירָה פָנֶיךָ, עַל-עַבְדֶּךָ; הוֹשִׁיעֵנִי בְחַסְדֶּךָ.                                       | Fais luire ta face sur ton serviteur, sauve-moi par ta grâce ! | inlustra faciem tuam super servum tuum salvum me fac in misericordia tua                                                                     |
| 18 | יְהוָה--אַל-אֵבוֹשָׁה, כִּי קְרָאתִיךָ; יֵבֹשׁוּ רְשָׁעִים, יִדְּמוּ לִשְׁאוֹל.                        | Éternel, que je ne sois pas confondu quand je t’invoque. Que les méchants soient confondus, qu’ils descendent en silence au séjour des morts !                                 | Domine ne confundar quoniam invocavi te erubescant impii et deducantur in infernum                                                           |
| 19 | תֵּאָלַמְנָה, שִׂפְתֵי-שָׁקֶר: הַדֹּבְרוֹת עַל-צַדִּיק עָתָק--בְּגַאֲוָה וָבוּז.                         | Qu’elles deviennent muettes, les lèvres menteuses, qui parlent avec audace contre le juste, avec arrogance et dédain !                                                         | muta fiant labia dolosa quae loquuntur adversus iustum iniquitatem in superbia et in abusione                                                |
| 20 | מָה רַב-טוּבְךָ, אֲשֶׁר-צָפַנְתָּ לִּירֵאֶיךָ:פָּעַלְתָּ, לַחֹסִים בָּךְ; נֶגֶד, בְּנֵי אָדָם.                 | Oh ! combien est grande ta bonté, que tu tiens en réserve pour ceux qui te craignent, que tu témoignes à ceux qui cherchent en toi leur refuge, à la vue des fils de l’homme ! | quam magna multitudo dulcedinis tuae Domine quam abscondisti timentibus te perfecisti eis qui sperant in te in conspectu filiorum hominum    |
| 21 | תַּסְתִּירֵם, בְּסֵתֶר פָּנֶיךָ-- מֵרֻכְסֵי-אִישׁ:תִּצְפְּנֵם בְּסֻכָּה; מֵרִיב לְשֹׁנוֹת.                     | Tu les protèges sous l’abri de ta face contre ceux qui les persécutent, tu les protèges dans ta tente contre les langues qui les attaquent.                                    | abscondes eos in abdito faciei tuae a conturbatione hominum proteges eos in tabernaculo a contradictione linguarum                           |
| 22 | בָּרוּךְ יְהוָה: כִּי הִפְלִיא חַסְדּוֹ לִי, בְּעִיר מָצוֹר.                                   | Béni soit l’Éternel ! Car il a signalé sa grâce envers moi, comme si j’avais été dans une ville forte.                                                                         | benedictus Dominus quoniam mirificavit misericordiam suam mihi in civitate munita                                                            |
| 23 | וַאֲנִי, אָמַרְתִּי בְחָפְזִי-- נִגְרַזְתִּי, מִנֶּגֶד עֵינֶיךָ:אָכֵן--שָׁמַעְתָּ, קוֹל תַּחֲנוּנַי; בְּשַׁוְּעִי אֵלֶיךָ. | Je disais dans ma précipitation : Je suis chassé loin de ton regard ! Mais tu as entendu la voix de mes supplications, quand j’ai crié vers toi.                               | ego autem dixi in excessu mentis meae proiectus sum a facie oculorum tuorum ideo exaudisti vocem orationis meae dum clamarem ad te           |
| 24 | אֶהֱבוּ אֶת-יְהוָה, כָּל-חֲסִידָיו:אֱמוּנִים, נֹצֵר יְהוָה; וּמְשַׁלֵּם עַל-יֶתֶר, עֹשֵׂה גַאֲוָה.         | Aimez l’Éternel, vous qui avez de la piété ! L’Éternel garde les fidèles, et il punit sévèrement les orgueilleux.                                                              | diligite Dominum omnes sancti eius %quoniam; veritates requirit Dominus et retribuit abundanter facientibus superbiam                        |
| 25 | חִזְקוּ, וְיַאֲמֵץ לְבַבְכֶם-- כָּל-הַמְיַחֲלִים, לַיהוָה.                                    | Fortifiez-vous et que votre cœur s’affermisse, vous tous qui espérez en l’Éternel !                                                                                            | viriliter agite et confortetur cor vestrum omnes qui speratis in Domino                                                                      |

## Usages liturgiques

### Dans le judaïsme
Le verset 6 entre dans Baruch Hashem L'Olam à l'office du soir. Il fait aussi partie du Chema du coucher.

### Dans le christianisme
Jésus a cité le verset 6 de ce psaume au moment de son agonie, mentionné en Lc 23,46.

#### Chez les catholiques
Le Psaume 31 (30) est actuellement chanté dans la liturgie des Heures à l’office de complies le mercredi (versets 2 à 9).

## Mise en musique
Le psaume 31 (30) a été mis en musique par divers compositeurs. Par exemple Marc-Antoine Charpentier, (numéro H.228, dans le catalogue raisonné de ses œuvres), Felix Mendelssohn dans une version a cappella.